# Wohnanlage KOWO
Die Wohnanlage KOWO oder auch Wohnhaus UWO (ukrainisch Житловий будинок УВО для комскладу Червоної армії) ist eine seit 2006 denkmalgeschützte Wohnanlage im Stadtrajon Petschersk der ukrainischen Hauptstadt Kiew.

## Geschichte
Seit 1896 stand an gleicher Stelle ein Herrenhaus (Architekt M. Artynow) des Unternehmers O. Brodsky. 
Unmittelbar nachdem die Hauptstadt der Ukrainischen SSR von Charkow nach Kiew verlegt worden war, ließ sich das Kommando der Roten Armee des Kiewer Militärbezirks eine fünfstöckige Wohnanlage für deren Offiziere entwerfen und zwischen 1934 und 1937 auf der Instytutska-Straße (вулиць Інститутська) Nummer 15 bis 17 an der Ecke Sadowa-Straße (Садова вулиця) gegenüber der Villa Schleifer errichten.
Aufsehen erregte der Neubau aufgrund seiner ungewöhnlichen Eckausbildung, da der Architekt Iossif Juljewitsch Karakis (1902–1988) die Ecken abgeschrägt und die hinter der Schräge befindlichen Treppenhäuser mit einer eingezogenen haushohen Verglasung versehen hatte. Ebenso aufwendig gestaltet waren auch weitere Gebäudeelemente wie die Loggien und Fensteranlagen. In der Wohnanlage lebte unter anderem der ukrainische Außenminister Dmytro Bilokolos und der Opernsänger Anatoli Solowjanenko. 
Nach der Unabhängigkeit der Ukraine entstand in der Wohnanlage die erste zweigeschossige Penthouse-Wohnung Kiews, das zu diesem Zeitpunkt teuerste Appartement der Hauptstadt.

## Weblinks

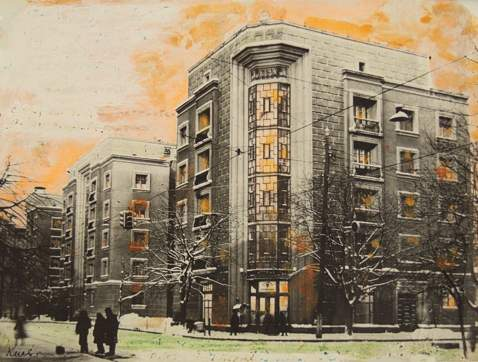
Abbildung von etwa 1938
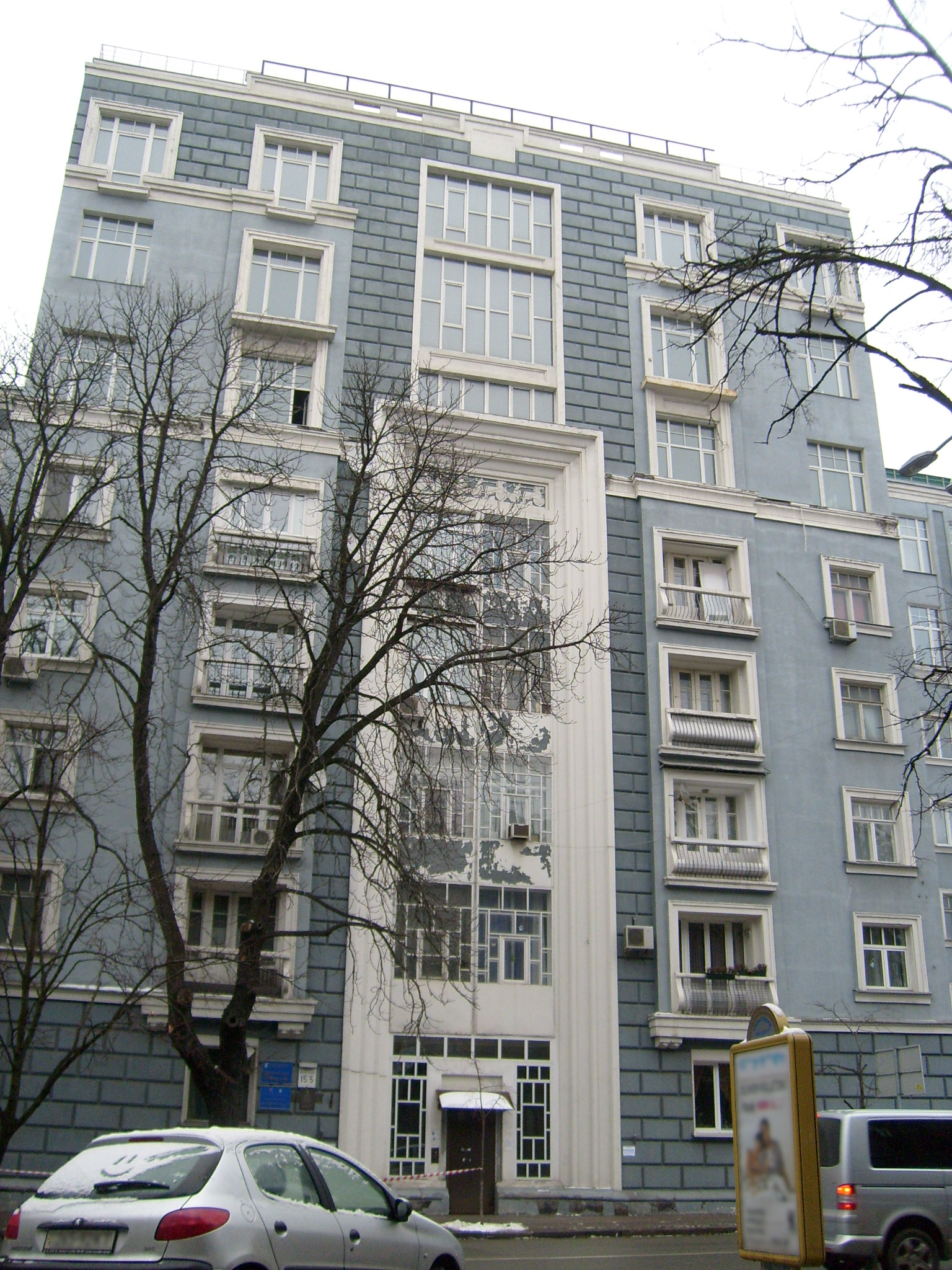
Hausfront
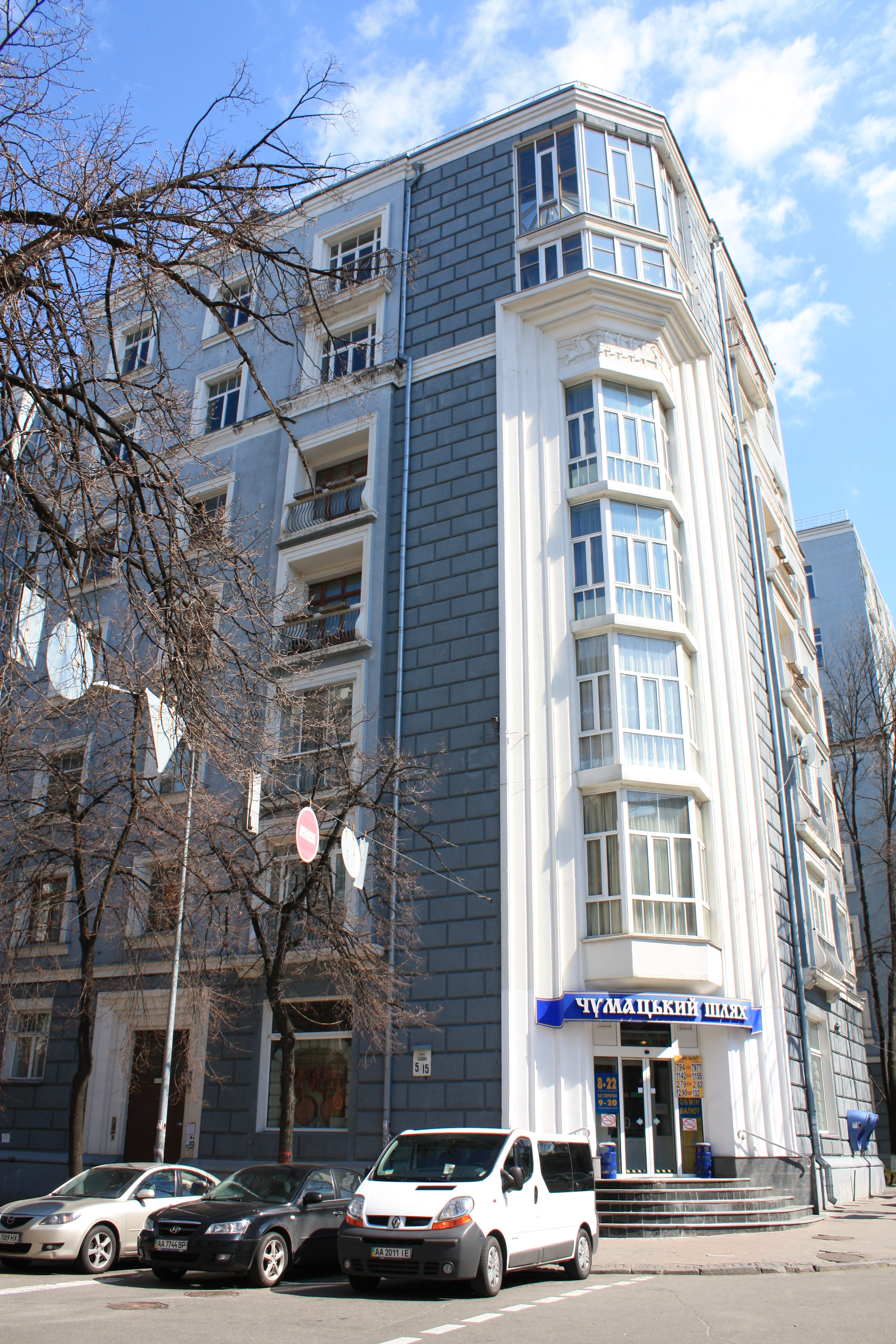
Gebäudeecke
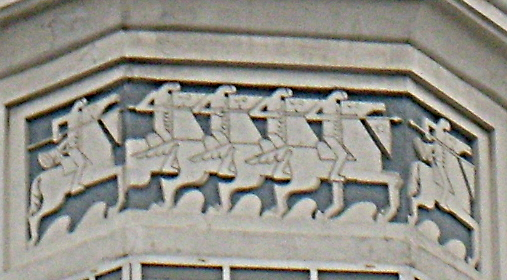
Detailansicht der in Sgraffito-Technik hergestellten Tafeln mit der Roten Kavallerie